# Verla
Fabrica de pulpă de hârtie și carton Verla este un complex industrial rural din Jaala, Kouvola, Finlanda. Fabrica și dependințele acesteia, care datează din secolul al XIX-lea, au fost înscrise pe lista locurilor din patrimoniul mondial UNESCO în anul 1996.

## Istoric
Fabrica de pulpă de hârtie situată pe malul drept al canalului Mäntyharju a fost înființată de către inginerul Hugo Neuman în anul 1872, însă a fost distrusă de un incendiu în anul 1881, fapt ce a dus la întreruperea activității acesteia. În anul 1882, o altă companie a fost înființată, iar activitatea a fost extinsă și la producerea cartonului. Un nou incendiu a mistuit fabrica în anul 1892 și a dus în anul 1892 la constuirea unei noi clădirii, de data aceasta folosindu-se cărămida roșie și betonul armat ca materiale de construcție. Deși realizată în stilul neo-gotic, considerat oarecum depășit pentru vremea respectivă, tehnicile de construcție folosite erau relativ recente și avansate. Betonul armat folosit la realizarea pavimentului a fost patentat de François Hennebique în Franța în anul 1879, cu doar trei ani înainte de a fi folosit la realizarea constucției de la Verla.
Fabrica a funcționat până în data de 18 iulie 1964, când ultimii muncitori, care depășiseră de mult vârsta de pensionare, au decis să se retragă. Activitatea fabricii nu a continuat după acel moment, întrucât tehnologia folosită era depășită, iar forța de muncă era reprezentată de populația îmbătrânită a satului.

## Muzeul Verla
Muzeul Verla din Kouvola, înființat în anul 1972, este deschis publicului în perioada mai - septembrie. Turul muzeului începe cu proiecția unui film care a fost realizat în ultima zi de lucru a muncitorilor, 18 iulie 1964, ușile fabricii nemaifiind închise la plecarea acestora din clădire. Filmul surprinde întregul proces de producție, de la transportul buștenilor pe apă și aducerea acestora în interiorul fabricii, până la expedierea produsului finit, cartonul.
Biroul supraveghetorului, o cămăruță mică cu pereți de sticlă aflat la intrarea în fabrică, este păstrat exact în aceleași condiții ca în ultima zi de activitate.

## Patrimoniul Mondial UNESCO
Fabrica de pulpă de hârtie și carton Verla și clădirile aferente (locuința proprietarului fabricii, foaierul și câteva anexe folosite ca spații de depozitare) au fost incluse pe lista locurilor din patrimoniul mondial în anul 1996, aflându-se la ora actuală într-o foarte bună stare de conservare. Valoarea acestora rezidă în faptul că ilustrează perfect modul în care micile așezări industrial-rurale din Europa Nordică și America de Nord implicate în producția hârtiei și a cartonului au cunoscut o perioadă de înflorire la sfârșitul secolului al XIX-lea și începutul secolului al XX-lea.

## Galerie
Utilaje aflate în muzeul Verla:

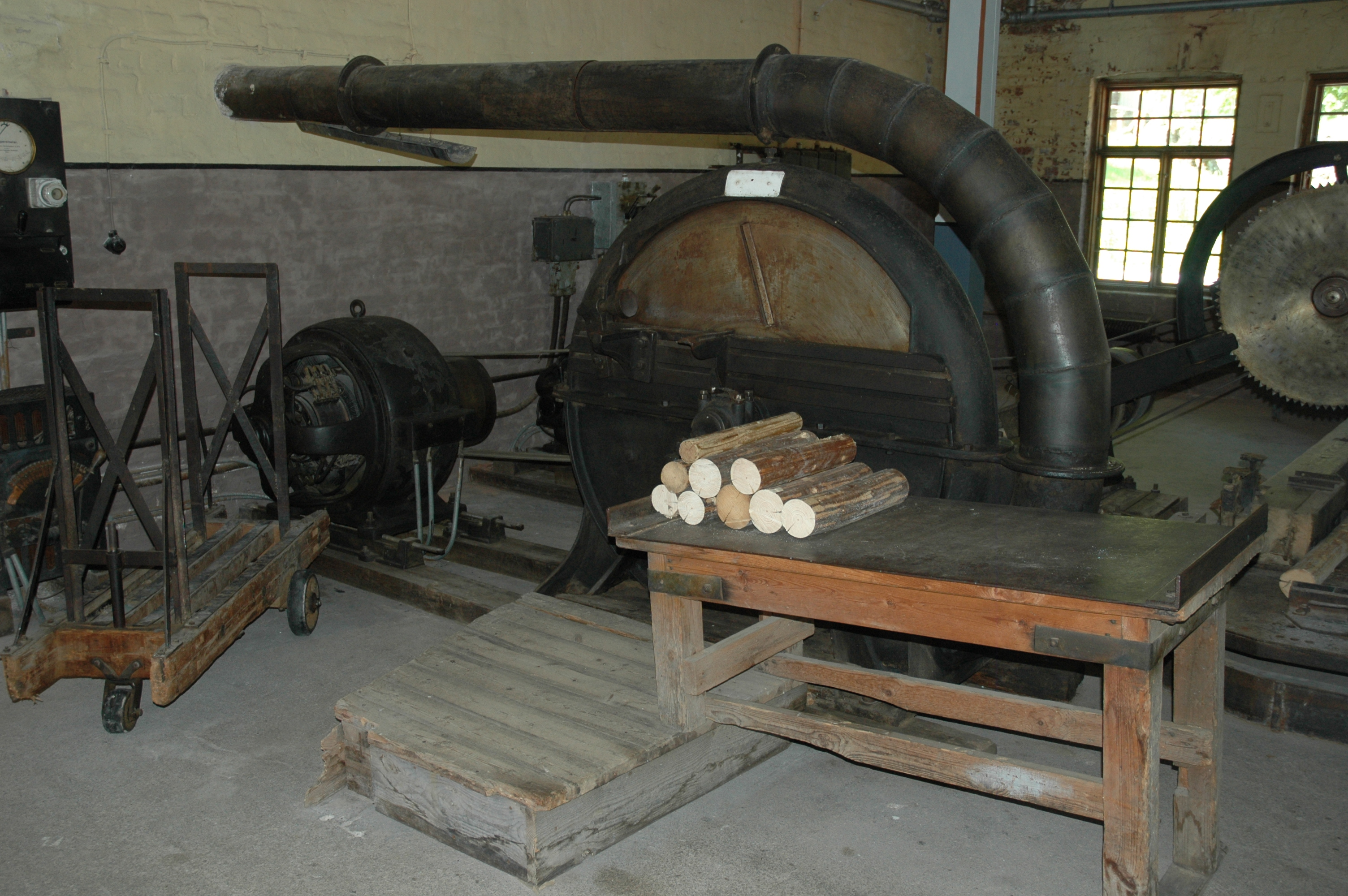
Utilaj de alimentare cu bușteni
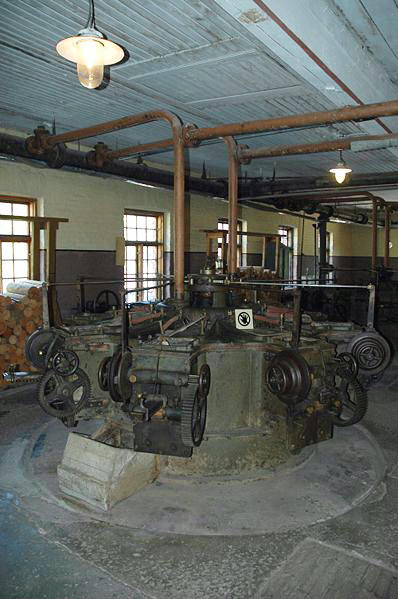
Utilaj de producere a pulpei de hârtie
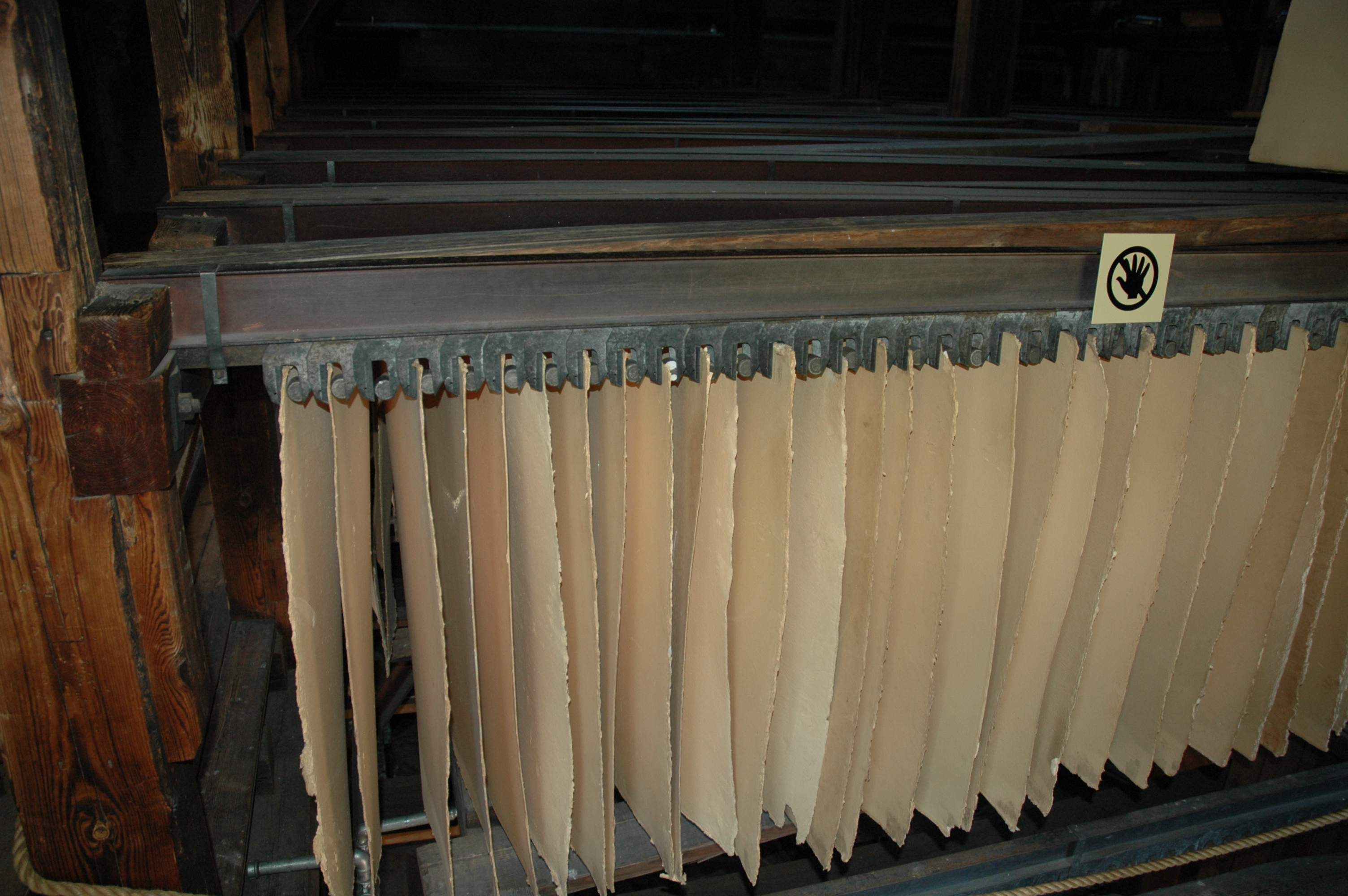
Uscarea cartonului
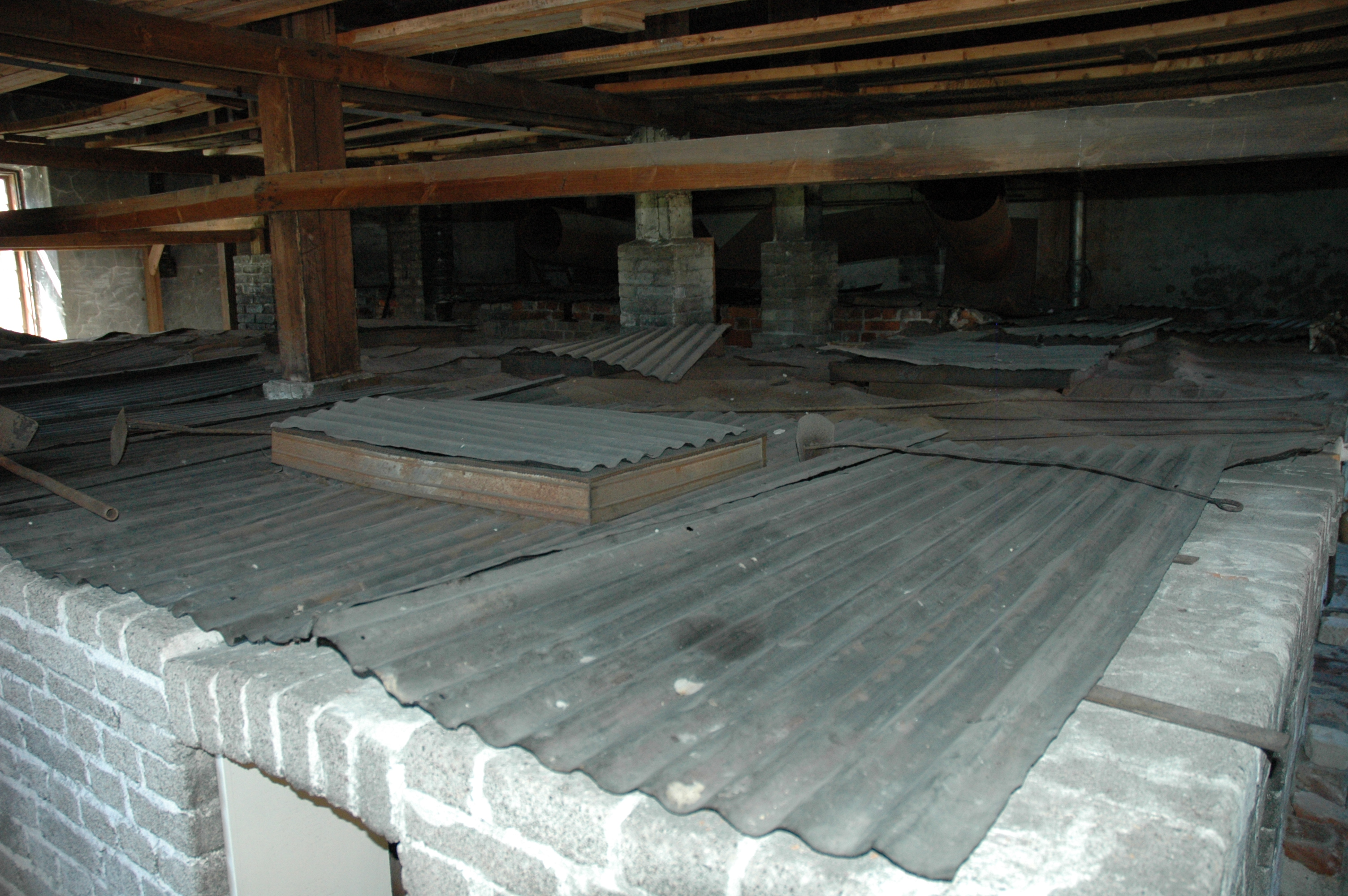
Cuptor folosit în procesul de uscare a cartonului
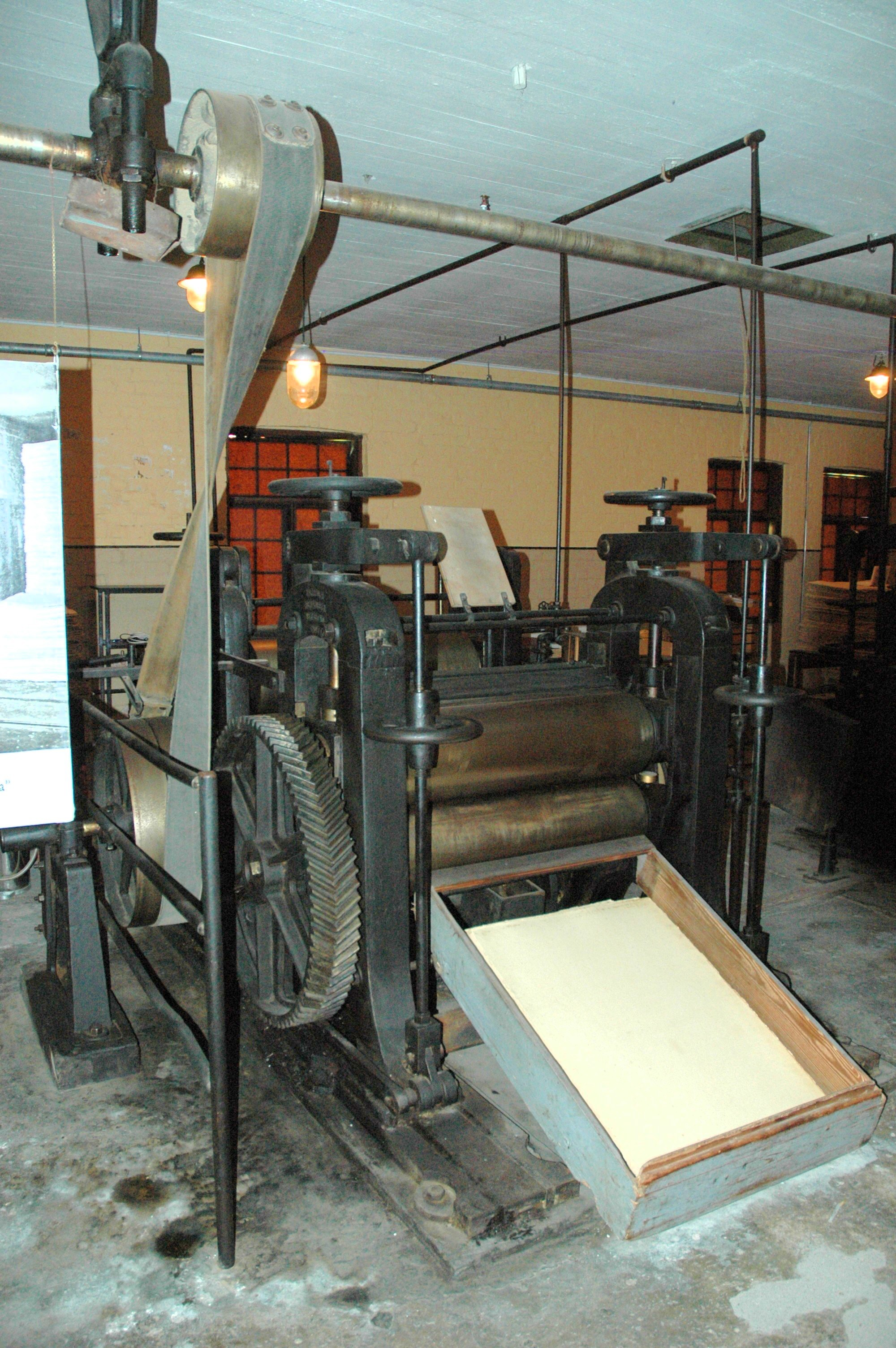
Calandru
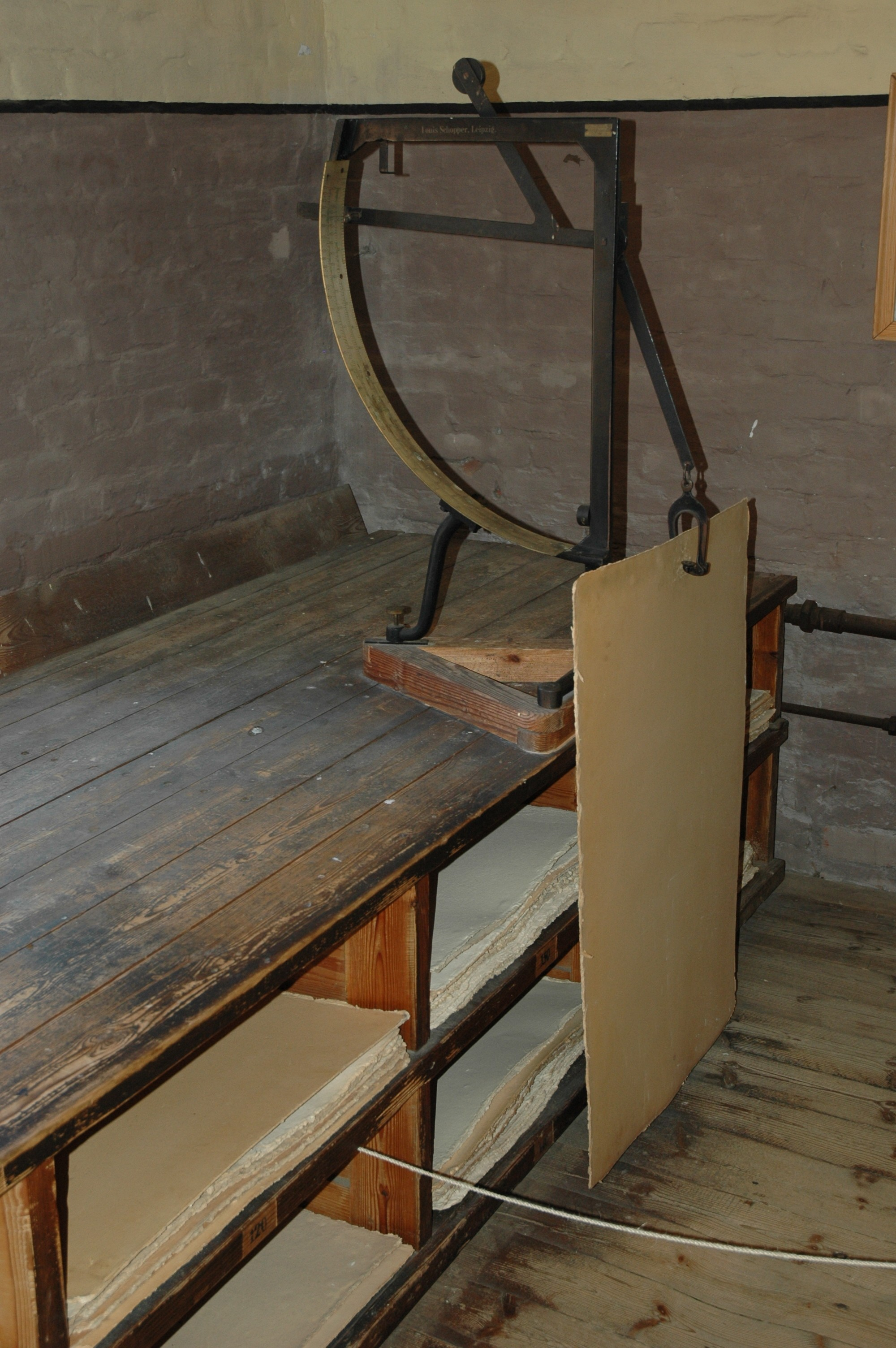
Cântărirea cartonului